# Allunhari
Allunhari (Schreibvariante: Kara Allunkhari) ist eine Ortschaft im westafrikanischen Staat Gambia.
Nach einer Berechnung für das Jahr 2013 leben dort etwa 5784 Einwohner, das Ergebnis der letzten veröffentlichten Volkszählung von 1993 betrug 2914.

## Geographie
Allunhari liegt am südlichen Ufer des Gambia-Fluss in der Upper River Region (URR), Distrikt Fulladu East, auf der South Bank Road ungefähr drei Kilometer westlich von Basse Santa Su dem Sitz der Verwaltungseinheit URR entfernt.